# بارفر
بارفر (به آلمانی: Barver) یک شهر در آلمان است که در Rehden واقع شده‌است. بارفر ۱٬۰۹۶ نفر جمعیت دارد.

## خواهرخوانده
شهر Lezay خواهرخواندهٔ بارفر هست.